# جداجد
الجداجد (الاسم العلمي: Grylloidea) هو فيلق من الحشرات يتبع رتبة مستقيمات الأجنحة من صنف الجناحيات.

## فصائل
- جداجد حقيقية (الأسم العلمي:Gryllidae)
- جداجد خلدية (الأسم العلمي:حراقات)
- جداجد حرشفية (الأسم العلمي:Mogoplistidae)
- جداجد نملية (الأسم العلمي:جداجد نملية)